# AES3
AES3 (ook bekend als AES/EBU) is een standaard voor de overdracht van digitale audio signalen tussen professionele audio apparatuur. AES3 is ontwikkeld in een samenwerking van de Audio Engineering Society (AES) en de Europese Radio-unie (EBU, European Broadcasting Union). Een AES3 signaal kan twee kanalen PCM audio dragen door verschillende overdrachtsmedia, waaronder gebalanceerde kabel, ongebalanceerde kabel, en optische vezelkabel. De AES3 standaard, werd voor het eerst gepubliceerd in 1985, maar later herzien in 1992 en 2003.
AES3 is opgenomen in de IEC 60958 standaard, en een variant bekend als S/PDIF is terug te vinden in consumentenelektronica.

## Geschiedenis en ontwikkeling
De ontwikkelingen in het ontwerpen van standaard voor het digitaliseren van analoge audio, om zowel professionele als consumenten geluidsapparatuur op elkaar aan te sluiten, begon eind jaren 1970 in een samenwerking tussen de Audio Engineering Society en de European Broadcasting Union. Dit resulteerde in de publicatie van AES3 in 1985. In het begin stonden deze standaards bekend als AES/EBU. Er bestaan zowel AES als EBU versies van de standaard. De varianten, en hun verschillende fysieke aansluitingen, zijn gespecificeerd in IEC 60958.
De standaard is herzien in 1992 en 2003, en is gepubliceerd in AES en EBU versies. Het is de meest gebruikte standaard wereldwijd om geluidsapparatuur digitaal met elkaar te verbinden.

## Hardware connections
Van de verschillende connectie-types gespecificeerd in IEC 60958, worden er 3 algemeen gebruikt.
IEC 60958 Type I—Gebalanceerd, XLRType I aansluitingen gebruiken gebalanceerde, 3-polig, 110-ohm getwist paar met XLR-connectoren. Type I wordt vooral gebruikt in professionele apparatuur en worden gezien als standaard voor AES3.
IEC 60958 Type II—Ongebalanceerd, RCAType II aansluitingen gebruiken ongebalanceerd, 2-polig, 75-ohm coaxiale kabel met RCA-connectoren. Type II wordt vooral gebruikt in consumentenelektronica en wordt vaak coaxiaal S/PDIF genoemd.
IEC 60958 Type II Optical—Fiber, F05/TOSLINKType II Optical gebruikt optische vezelkabel—vaak plastic, maar soms ook glas—met F05-connectoren (beter bekend als TOSLINK). Net als Type II, wordt Type II Optical vooral gebruikt in consumentenelektronica, en wordt vaak optical S/PDIF genoemd.

## Relatie tot S/PDIF
De voorganger van de IEC 60958 Type II specificatie was S/PDIF (Sony/Philips Digital Interface). S/PDIF en AES3 hebben veel overeenkomsten en zijn identiek op het protocolniveau, maar de standaards gebruiken verschillende elektrische signalen, waardoor het combineren van de twee specificaties tot problemen zou kunnen leiden in sommige toepassingen.